# Sandra Hernández
Sandra Hernández Rodríguez (* 25. Mai 1997 in Santa Cruz de La Palma; Spielername Sandra) ist eine spanische Fußballspielerin. Sie ist seit Januar 2025 vereinslos und spielte in zwei Jahren auch sechsmal für die A-Nationalmannschaft.

## Karriere

### Vereine
Sandra spielte zunächst für den in Sant Adrià de Besòs  ansässigen CE Sant Gabriel von 2012 bis 2014. Bereits als B-Jugendspielerin wurde sie zeitgleich auch in der ersten Mannschaft eingesetzt – insgesamt 18 Mal. Ihr Debüt im Seniorinnenbereich (zugleich auch in der Primera División, der höchsten Spielklasse im spanischen Frauenfußball) gab sie zum Saisonstart am 7. Oktober 2012 beim 4:0-Sieg im Heimspiel gegen den Sociedad Deportiva Lagunak als Einwechselspielerin in der 52. Minute; ihr erstes Tor gelang ihr am 20. Januar 2013 (12.  Spieltag) beim 1:1-Unentschieden im Auswärtsspiel gegen Real Sociedad mit dem Treffer zur 1:0-Führung in der 61. Minute – ihrem einzigen Saisontor. In der Folgesaison erzielte sie vier Tore in elf Punktspielen, in der Zeit, als sie auch La Masia, der Jugendakademie des FC Barcelona, angehörte.
Von 2014 bis 2017 spielte sie bereits für die erste Mannschaft des FC Barcelona in der höchsten Spielklasse; ihre ersten neun Saisonspiele fanden im Zeitraum vom 20. September 2014 (2. Spieltag) bis zum 29. April 2015 (29. Spieltag) statt, in denen ihr zwei Tore gelangen. Damit hatte sie Anteil an der am Saisonende 2014/15 errungenen Meisterschaft. In der Folgesaison wurde sie bereits in 15 Punktspielen berücksichtigt, in denen ihr erneut zwei Tore gelangen. Ihr letztes von vier Saisonspielen in ihrer letzten Saison für den FC Barcelona bestritt sie am 26. März 2017 (23. Spieltag) beim 5:1-Sieg im Heimspiel gegen Sporting Huelva.
Von 2017 bis 2021 bestritt sie für den Ligakonkurrenten FC Valencia 104 Punktspiele, in denen sie sechs Tore erzielte. Danach war sie drei Jahre lang für den UD Granadilla in 53 Punktspielen mit zwei Toren aktiv (28/1, 7/0, 18/1). Vom 8. September bis zum 15. Dezember 2024 kam sie für deren zweite Mannschaft in der drittklassigen Segunda Federación an den ersten 15 Spieltagen zum Einsatz, in denen sie torlos blieb.

### Nationalmannschaft
Ihr Debüt als Nationalspielerin für den RFEF gab sie in der U17-Nationalmannschaft am 3. September 2012 in Štiavnička beim 8:0-Sieg über die U17-Nationalmannschaft Färöers im ersten Spiel der Gruppe 11 der ersten Qualifikationsrunde für die angestrebte Teilnahme an der vom 25. bis zum 28. Juni 2013 in Nyon (Schweiz) vorgesehenen und altersentsprechenden Europameisterschaft. Mit den Treffern zum 2:0 und 4:0 in der 27. und 37. Minute erzielte sie auch ihre ersten beiden Länderspieltore. In den folgenden beiden Gruppenspielen, die am 5. und 8. September gegen die U17-Nationalmannschaften der Slowakei und Polens mit 4:0 und 3:0 gewonnen wurden, kam sie ebenfalls zum Einsatz; jedoch verpasste ihre Mannschaft (ohne ihren Einsatz) mit dem Abschluss der zweiten Qualifikationsrunde das Turnier.
Mit der Mannschaft war sie zwei Jahre später bei der Weltmeisterschaft in Costa Rica vertreten. Sie wurde in allen drei Spielen der Gruppe C und den drei Spielen der Finalrunde berücksichtigt, in denen sie zwei Tore erzielte. Das am 5. April 2014 in San José ausgetragene Finale wurde mit 0:2 gegen die U17-Nationalmannschaft Japans verloren.
Am 4., 6. und 9. April 2015 kam sie für die U19-Nationalmannschaft in den Begegnungen mit den U19-Nationalmannschaften Portugals, der Türkei und Finnlands in der Gruppe A der zweiten Qualifikationsrunde für die angestrebte und altersbezogene Europameisterschaft zum Einsatz. Im Turnier, das vom  15. bis zum 27. Juli in Israel ausgetragen wurde, kam sie in allen drei Spielen der Gruppe B sowie im Halbfinale und Finale zum Einsatz. Im Finale, das mit 1:3 gegen die U19-Nationalmannschaft Schwedens in Netanja verloren wurde, erzielte sie mit dem Treffer zum 1:2 in der 81. Minute ihr einziges Turniertor.
Am 5., 7. und 10. April 2016 bestritt sie in der Gruppe D erneut alle drei Spiele der zweiten EM-Qualifikationsrunde (3:0 vs. Italien, 7:1 vs. Israel, 3:1 vs. Dänemark) und erzielte im ersten ein, im zweiten Spiel zwei Tore. Für das Turnier in der Slowakei qualifiziert, wurde sie erneut in allen fünf möglichen Spielen eingesetzt. Erneut war sie mit ihrer Mannschaft im Finale am 31. Juli 2016 in Senec der gegnerischen Mannschaft unterlegen; dieses Mal mit 1:2 der U19-Nationalmannschaft Frankreichs.
Mit der U20-Nationalmannschaft nahm sie an der altersbezogenen Weltmeisterschaft 2016 in Papua-Neuguinea teil und wurde in allen drei Spielen der Gruppe B und im Viertelfinale berücksichtigt. In diesem war sie der U20-Nationalmannschaft Nordkoreas, dem späteren U20-Weltmeister, am 24. November im Sir John Guise Stadium von Port Moresby mit 2:3 n. V. unterlegen.
Für die A-Nationalmannschaft bestritt sie in zwei Jahren sechs Länderspiele. Mit der Mannschaft nahm sie am Turnier um den Zypern-Cup 2018 teil, bestritt alle drei Spiele der Gruppe B und das mit 2:0 gegen die Nationalmannschaft Italiens gewonnene Finale am 7. März ab der 64. Minute für Virginia Torrecilla. Mit zwei in Freundschaft ausgetragenen Länderspielen (4:0 vs. Kamerun am 17. Mai 2019, 0:0 vs. Kanada am 24. Mai 2019) endete ihre Länderspielkarriere.

## Erfolge
Nationalmannschaft
- Zypern-Cup-Sieger 2018
- Finalist U19-Europameisterschaft 2016
- Finalist U19-Europameisterschaft 2015
- Finalist U17-Weltmeisterschaft 2014

FC Barcelona
- Spanischer Meister 2015
- Zweiter Spanische Meisterschaft 2016, 2017
- Königinnenpokal-Sieger 2017, -Finalist 2016